# 粉喉辉蜂鸟
粉喉辉蜂鸟（学名：Heliodoxa gularis），是雨燕目蜂鸟科的一种鸟类。
粉喉辉蜂鸟体重约6.3克，翼长约63.8毫米，嘴峰长约28毫米，喙宽度约2.8毫米，喙厚度约2.5毫米，跗蹠长约4.9毫米，尾长约37.8毫米。粉喉辉蜂鸟在其分布区内为留鸟，其栖息在密集的高大树木组成的森林中，食性为草食性，主要食物来源是植物的花蜜。
粉喉辉蜂鸟分布于哥伦比亚南部至秘鲁北部的安第斯山脉东坡。该物种是单型物种，没有亚种分化。